# Projeto CIES
O  CIES Global (Centro de Integração de Educação e Saúde), antigo Projeto CIES,  é uma organização não-governamental (ONG) brasileira fundada em 2008 pelo médico Roberto Kikawa. Tem por objetivo levar atendimento a quem enfrenta a espera do serviço público. O projeto recebe ajuda de diversos médicos, que trabalham em grandes hospitais do estado de São Paulo.
O objetivo é complementar os serviços de saúde existentes com unidades móveis, financeiramente sustentáveis, com atendimento especializado, gratuito ou acessível.

## História
Em 1988, Roberto Kikawa recebeu um pedido do seu pai, que lutava contra um câncer terminal, dizendo para ele prometer se formar e tornar-se um médico mais humano. Logo após isso, passou a dedicar boa parte do seu tempo concebendo formas de atender a população de baixa renda.
Em 2005, Roberto criou o primeiro protótipo de um caminhão adaptado para levar exames diagnósticos às pessoas que utilizam do SUS.
Para conseguir tornar o protótipo em realidade ele foi até a sede da Olympus, uma grande empresa do setor de tecnologia em saúde, para pedir ajuda com o projeto. Conseguiu 500.000 dólares em equipamentos de última geração. Depois juntou 500.000 reais, com ajuda de executivos, empresários, médicos e associações, para comprar a carreta.
O Projeto Centro de Integração de Educação e Saúde nasceu em 2008. Atualmente o CIES Global conta com a van da saúde, planejada para chegar em vielas de difícil acesso nas favelas, e o boxe da saúde, que pode se deslocar em guincho, balsa e trem.
Com patrocínio de empresas e convênios com prefeituras, o projeto já atendeu mais de 26 mil pacientes em mais de 18 cidades, entre alguns estados como São Paulo e Santa Catarina.

## O Projeto
Antes do CIES Global agir, há antes um aviso à subprefeitura do local onde será estacionado e pede-se para que faça o agendamento das consultas de acordo com a lista de espera. Na carreta, o paciente passa por exames médicos de média complexidade em dez especialidades, como endoscopia, ultrassonografia, mamografia e pequenas cirurgias, como a de catarata.  Se o paciente é diagnosticado com algo que não da para ser feito nas carretas, ele é encaminhado para hospitais parceiros. Os procedimentos duram em média 15 minutos e são realizados por 82 médicos remunerados. Roberto Kikawa é o único voluntário do projeto. O CIES Global disponibiliza oito médicos, três enfermeiros e oito auxiliares de enfermagem, em dois turnos.
Com 3,7 milhões de reais de orçamento anual, o projeto recebe ajuda de doações de empresas como o Hospital São Camilo, onde Kikawa foi diretor clínico.
Roberto ainda não está satisfeito, querendo melhorar o banco de dados para detectar e prevenir doenças e desenvolver um projeto com pacientes terminais.
Muitos países utilizam unidades móveis de saúde para melhorar o acesso e cuidados à saúde de qualidade, especialmente em regiões remotas, favelas ou locais de difícil acesso, onde não muitos médicos e os serviços de saúde são precários. Poucas destas unidades oferecem atendimentos especializados, e ainda menos o uso de tecnologia. A maioria são restritas a check-up geral ou oferecem uma única especialidade.
Em contraposição o CIES Global desenvolveu centros de saúde móveis que oferecem serviços em mais de 10 especialidades médicas. O caminhão de saúde é classificado como "a maior clínica sobre rodas" do mundo.
Seu modelo tem atraído o interesse de outras 50 cidades do país e no exterior. Já atraiu a atenção de universidades como a de Munique, na Alemanha, e a de Princeton, nos Estados Unidos. Ganhou quatro prêmios de empreendedorismo social.
No Brasil, 148 milhões de pessoas (76% da população) dependem do sobrecarregado sistema público de saúde. A desigualdade no serviço médico entre as regiões está crescendo, colocando populações em situação de desvantagem. Por exemplo, na região amazônica há apenas um médico de clínica geral por 8.000 habitantes. Muitos pacientes devem esperar meses ou anos para obter cuidado médico especializado em hospitais públicos em cidades maiores, muitas vezes com um grande custo pessoal.
O CIES Global existe para tentar arrumar, de certa forma, uma falha no sistema de saúde.
O governador de São Paulo, Geraldo Alckmin, reconheceu o CIES Global como um projeto de utilidade pública. O governador do Rio de Janeiro, Sérgio Cabral, prometeu estrutura para as vans percorrerem ruas de difícil acesso as favelas.